# Hafizullah Amín
Hafizullah Amín (Paghman, 1 de agosto de 1929-Palacio Tajbeg, 27 de diciembre de 1979) fue un político y docente afgano. Presidente de la República Democrática durante ciento cuatro días, la cruenta represión desatada propició la intervención soviética a petición del Consejo Revolucionario, quien lo destituyó de su cargo.

## Biografía

### Primeros años
Hafizullah Amín nació el 1 de agosto de 1929 en la provincia de Paghman. Hijo de un alcaide de la minoría étnica pastún ghilzai, más precisamente de la pequeña tribu harut (o haroti). Se graduó en la Escuela Superior Pedagógica y en la Facultad de Ciencias de la Universidad de Kabul con una licenciatura en Ciencias Físicas y Matemáticas. Luego trabajó de profesor, vicedirector y finalmente director del secundario kabulí Ibn Sina.
En 1957 ganó una beca para continuar sus estudios en la Universidad de Columbia en Nueva York, EE. UU., donde obtuvo una maestría. Volvió a Afganistán y fue nombrado director de la Escuela Normal Superior y jefe del departamento de educación primaria del Ministerio de Educación. En 1962, Amín regresó a EE. UU. para hacer un doctorado, pero al no conseguirlo, regresó a Afganistán en 1965. Durante todos estos años, Amín se ganó una reputación de nacionalista pastún.

### Carrera política
Después de su regreso fue profesor en la Universidad de Kabul.
En 1966 se afilió al Partido Democrático Popular de Afganistán (PDPA, marxista). Por recomendación del secretario general Taraki fue nombrado miembro del Comité Central en 1967. Sin embargo, después de un conflicto con T. Badakhshi en enero de 1968, el Comité Central lo degradó a miembro candidato por salirse de los principios del internacionalismo. En la decisión se le describía como una persona «conocida por su vida pasada pública con rasgos fascistas y asociada a altos funcionarios con las mismas características».
En 1969, Amín fue elegido miembro de la Cámara del Pueblo de Afganistán. En 1977 volvió a ser miembro del Comité Central.

### En el gobierno revolucionario
El 17 de abril de 1978, Mir Ali Akbar Kaibar, destacado militante del PDPA, fue asesinado por agentes del régimen de Mohammed Daud Khan en la prisión de Pul-i-Charkhi, en Kabul. Hubo una manifestación de protesta espontánea de más de 10.000 personas. Luego, los dirigentes del PDPA fueron encarcelados, entre ellos Nur Mohammad Taraki y Babrak Karmal. Sin embargo, Amín estuvo bajo arresto domiciliario durante las cinco primeras horas, dándole la oportunidad de ordenar un levantamiento de las Fuerzas Armadas, que desde hacía varios años tenían influencias marxistas. En la noche del 27 al 28 de abril, unidades militares irrumpieron en el palacio en el corazón de Kabul.
Con el triunfo de la Revolución, el PDPA formó un gobierno y Amín se convirtió en canciller y primer ministro adjunto. Luego agregó el cargo de ministro de Defensa, y finalmente fue ascendido a primer ministro.
Desde mediados de 1978, se implantó un culto a la personalidad de Taraki por esfuerzos directos de Amín. En la lucha por el poder, Amín lo llamó deliberadamente «padre de los pueblos de Afganistán», «gran líder de la revolución y de los trabajadores de Afganistán», «gran maestro», etc. y ordenó hacer un museo en la casa donde Taraki nació y vivió.
El 27 de marzo de 1979 asumió también en el Alto Consejo de Defensa Nacional.
Amín era considerado el hombre fuerte del régimen, y desde su posición promovió las medidas represivas más duras. Vasily Safronchuk, del Ministerio de Asuntos Exteriores de la URSS, relatóː

Le dije a Amín que sus políticas eran demasiado duras y que terminaría volviendo a la población musulmana contra él [...], pero él solía replicarme: «¿Acaso Stalin hizo la Revolución con guante blanco?»

A comienzos de septiembre de 1979, Taraki parte a La Habana a la conferencia del Movimiento de Países No Alineados. Durante su ausencia, Amín hizo asesinar a cuatro altos oficiales leales a Taraki y realizó otras maniobras de carácter golpista.

### Poder absoluto
El 14 de septiembre de 1979, en circunstancias no esclarecidas, hubo un tiroteo en el palacio de gobierno entre los guardaespaldas de Amín y los de Taraki, cuando los líderes debían reunirse. Ambos se acusaron mutuamente de haber tratado de asesinar al otro. Al día siguiente, partidarios de Amín arrestaron al Presidente. El 16 comunicaron al Comité Central del PDPA una renuncia supuestamente «escrita por el mismo Taraki» a sus cargos en el Partido y el Estado por «motivos de salud». Según algunas fuentes, habría sido asesinado el día 15, según otras lo fue el día 17, otras señalan el 2 de octubre; todas concuerdan que fue asfixiado con una almohada. El gobierno de Amín comunicó su muerte el 9 de octubre «por enfermedad». La verdad acerca del magnicidio sería dada a conocer por Babrak Karmal, presidente tras el derrocamiento de Amín.
Amín hizo que el Consejo Revolucionario le nombrara presidente y también se convirtió en líder del PDPA (el Comité Central lo nombró con los miembros amenazados a punta de pistola). Fue uno de los primeros que expuso la idea de la necesidad de una intervención soviética en Afganistán. El gobierno de Amín entró en contacto con Pakistán, disolvió el servicio de seguridad que había creado Taraki (y lo reorganizó como una policía secreta personal al mando de su pariente Asadulá Amín) y comenzó la difamación del mismo, declarando que el gobierno de Taraki «había matado a más de 12.000 personas». Lejos de «detener el terror», Amín lo intensificó notablemente. Una reunión del Buró Político del PCUS del 31 de octubre de 1979 hace referencia a esta situación:

En un esfuerzo por hacerse un hueco en el poder, Amín hizo gestos teatrales, como la liberación de personas previamente detenidas, pero, de hecho, amplió el alcance de la represión en el Partido, el ejército, el aparato estatal y las organizaciones públicas. Es evidente que tiene el trabajo de eliminar de la arena política prácticamente todas las figuras prominentes del Partido y el Estado que ve como sus adversarios reales o potenciales... Las acciones de Amín están generando un descontento creciente en las fuerzas progresistas. Si antes estaban en su contra los miembros del grupo Parcham, ahora se unieron los del grupo Jalq, representantes del aparato estatal, el ejército, la intelectualidad y la juventud. Esto crea incertidumbre para Amín, que estudia la manera de intensificar la represión, con una reducción aún mayor de la base social del régimen.

Amín comenzó a luchar por la superación inmediata del culto a Taraki que él mismo había impulsado antes. El Comité Central del PDPA envió a los militantes del partido una carta el 16 de septiembre:

[...] El camarada H. Amín demostró su integridad exponiendo el culto a la personalidad de Taraki. Los partidarios activos de Taraki -Asadulá Sarvari, Said Mohammad Gulabzoi, Shir Jan Mazduryar, Mohammad Aslam Watanjar- facilitaron la aprobación del culto a la personalidad de Taraki. Él y su equipo querían insignias con su imagen en el pecho de los dirigentes. Pero el camarada H. Amín se opuso firmemente y recordó que Lenin, Ho Chi Minh y Fidel Castro no lo permitían.

N. M. Taraki, con el consentimiento y la aprobación de su banda, quería que instituciones y calles de la ciudad lleven su nombre. Además, se hicieron esfuerzos para construir un gran monumento a Taraki, lo que provocó la fuerte protesta del camarada H. Amín.

[...] La banda de Taraki poco a poco se aisló, dejó de obedecer al primer ministro y actuó como un grupo independiente [...].

El régimen de Amín asesinó a miles de personas. Había asesinatos por fuerzas del gobierno todos los días. En una ocasión, en Kabul invitó a más de 500 miembros del clero, y los masacró a todos.
Todos los seguidores leales al anterior presidente fueron asesinados, encarcelados o exiliados. En este tiempo se hizo aún más famosa la ya tristemente célebre cárcel de Pul-i-Charkhi, conocido centro de tortura y ejecuciones sumarias de miles de personas. Amín siguió socavando y desacreditando al marxismo. También promulgó leyes draconianas contra el clero musulmán. En cuestión de tres meses, Amín había esencialmente destruido el gobierno y tenía previsto entregarlo a los muyahidines, y convertirse en presidente de un Estado fundamentalista.
Amín entró en contacto con Gulbudin Hekmatiar, líder terrorista de Hezbi Islami. Ambos acordaron que finalizadas las labores de desestabilización para la consolidación política, Hekmatiar sería primer ministro y Amín retendría la presidencia.
En una reunión con los embajadores de los países socialistas el 8 de octubre de 1979 el canciller afgano Shah Wali expresó su versión de los acontecimientos del 14 de septiembre, acusando al embajador soviético Puzanov de participar en la preparación del asesinato de Amín.
Amín sobrevivió a dos intentos de asesinato: el 16 y el 27 de diciembre (ambos envenenando su comida), pero este último día fue asesinado en la toma de su palacio por fuerzas especiales soviéticas.

### Derrocamiento
El memorándum del Comité Central del Partido Comunista de la Unión Soviética sobre la intervención en Afganistán señalaba que:

[...] A pesar del hecho de que el pueblo de Afganistán y sus fuerzas armadas durante mucho tiempo repelieron los embates de las fuerzas reaccionarias nacionales y extranjeras, el peligro para el sistema actual sigue creciendo. Esto en gran medida se asocia con el hecho de que el estrecho círculo de los dirigentes (H. Amín y sus secuaces) llevan a cabo una destrucción cruel y criminal de los cuadros y dirigentes de la Revolución. Cientos de miles de comunistas dedicados a la causa de la Revolución y el socialismo y también personas ajenas al Partido fueron objeto de represión.

El CC del PCUS en repetidas ocasiones se dirigió a las autoridades afganas, tratando de obtener el fin de la represión ilegal, llamando a observar la legalidad revolucionaria y no operar en el capricho de una u otra persona en el poder. H. Amín en varias ocasiones dio garantías de que tales actos se habían detenido, pero, de hecho, intensificó la represión. Recientemente H. Amín, quien había eliminado el antiguo Secretario General del PDPA y Presidente de la República N. M. Taraki, hipócritamente destacó sus relaciones amistosas con la Unión Soviética y dio discursos ultrarrevolucionarios, pero de hecho socavó las bases del régimen revolucionario.

Por lo tanto la intervención del exterior y el terror contra el cuadro honesto dedicado al régimen ha creado la amenaza de la eliminación de lo que la Revolución de Abril trajo a Afganistán. [...]

Obviamente el régimen de Amín era muy impopular. Podía caer en cualquier momento y establecerse un régimen abiertamente reaccionario. Por otro lado, se descubrieron las vinculaciones de Amín con la CIA y él podría resolver la ubicación de bases militares de la OTAN en su territorio. Para prevenir la aparición de tropas potencialmente hostiles en su frontera, la dirección soviética aprobó el 12 de diciembre de 1979 una resolución secreta «sobre la situación en Afganistán». En ella se planteaba: eliminar a Hafizullah Amín, nombrar en su lugar a Babrak Karmal y estabilizar la situación en Afganistán con tropas.
El plan de Amín y sus colaboradores era liquidar definitivamente a los comunistas y otros elementos progresistas la noche del 28 de diciembre. Al día siguiente, la milicia integrista de Gulbuddin Hekmatyar entraría en Kabul: Amín conservaría el cargo de presidente y el de primer ministro sería para Hekmatyar, finalizando así una «operación de pinzas». Sin embargo, los acontecimientos tomaron otro curso.
El 27 de diciembre los agentes soviéticos sobrecargaron con veneno la comida de Amín cuando estaba dando una cena con motivo del regreso de Moscú del Secretario del CC del PDPA de Panjshir. Médicos soviéticos, que no sabían del plan, le salvaron la vida. Luego, spetsnaz irrumpieron y acribillaron a Amín. El cuerpo de Amín fue envuelto con una alfombra, sacado del palacio y enterrado en un lugar secreto.
Por la noche, Radio Kabul informó que era decisión del Consejo Revolucionario, el destituir y condenar a muerte a Amín y llevar a cabo de la pena. Babrak Karmal, el nuevo líder, se dirigió al pueblo:

Declaro al mundo que el eslabón de la cadena del despotismo, el régimen de H. Amín y sus secuaces, fue destruido en el corazón de Asia. El aislado y sangriento régimen del traidor al pueblo y a la patria ha caído bajo el peso de sus crímenes. Daremos a conocer sus aventuras brutales...

## Análisis histórico

### Vinculación con la CIA
Durante la década de 1950 y principios de los 60, Amín asistió al Colegio de Profesores de la Universidad de Columbia y a la Universidad de Wisconsin. Este fue un período de apogeo de la CIA al interior de las universidades, en el cual, con impresionantes sobornos y amenazas, trataban de reclutar estudiantes extranjeros en EE. UU. para actuar como sus agentes cuando volvieran a casa. Durante este período, por lo menos un presidente de la Asociación de Estudiantes de Afganistán, Zia H. Nurzay, ya trabaja con la CIA en los Estados Unidos y más tarde fue nombrado presidente de la tesorería de Afganistán. Uno de los estudiantes afganos que Nurzay y la CIA trató en vano de reclutar, Abdul Latif Hotaki, declaró en 1967 que un buen número de los funcionarios claves en el gobierno de Afganistán estudiaron en EE. UU. En 1963, Amín se convirtió en jefe de esa Asociación, que recibía parte de su financiación de la Fundación Asia, fachada principal de la CIA en Asia durante muchos años. Al mismo tiempo, Amín se asoció a esta fundación. Fue en esta época que, según documentos presentados por Karmal tras la caída de Amín, habría de ser reclutado por la CIA, con el objetivo de socavar la Revolución, exterminar a los mejores cuadros del Partido y deslizarse al terreno de la contrarrevolución.
En septiembre de 1979, mes en que Amín tomó el poder, el cargo de negocios estadounidenses en Kabul, Bruce Amstutz, comenzó a celebrar encuentros amistosos con él para asegurarle que no tenía que preocuparse por sus aliados soviéticos, siempre y cuando los EE. UU. mantuvieran una fuerte presencia en Afganistán. Para finales de mes, Amín hizo un llamamiento especial a Amstutz para mejorar las relaciones con EE. UU. Dos días más tarde en Nueva York, el canciller afgano expresó los mismos sentimientos a funcionarios del Departamento de Estado.

### Valoraciones
Aleksandr Puzánov, embajador soviético en Afganistán hasta 1979 dijo:

Amín... Qué les puedo decir, era un hombre inteligente. Enérgico y muy trabajador. Taraki le consideraba su discípulo más capaz y devoto, estaba como enamorado... y confiaba en él completamente, dicen, incluso más que de sí mismo.

En su libro Escritos de acontecimientos políticos e históricos, el que luego fuera primer ministro de Afganistán, Sultán Alí Keshtmand, escribe que la época de Amín era una mancha en la historia de Afganistán. Él considera que Amín logró tener en sus manos todos los resortes del poder, creando así un totalitarismo.
El exministro de finanzas afgano Abdul Karim Misak pensaba que Amín era un estalinista y nacionalista pastún, pero no un agente de la CIA. Señaló que Amín tenía una gran sed de fama, una ambición sin límites y que era un organizador talentoso. Amín hablaba con frecuencia y entusiasmo de Fidel Castro, mostrándose celoso de su autoridad, popularidad y pasado heroico.
En el libro Fidel Castro: biografía a dos voces, el entrevistador Ignacio Ramonet le pregunta a Fidel por Amín:

I.R.: Usted conoció a algunos líderes marxistas que tuvieron, en el poder, un comportamiento detestable y criminal. Pienso, por ejemplo en Hafizullah Amín, de Afganistán, y en Ieng Sary, de Kampuchea, coautor del genocidio de Camboya en 1975. ¿Qué recuerdo conserva de ellos?

F.C.: En Afganistán, en 1979, Amín, que era primer ministro, lideró un grupo secreto que conspiró contra el presidente Muhammad Taraki, mientras éste estaba precisamente de visita en La Habana, y en pocos días, en julio de ese año, produjo en Kabul una conspiración palaciega que terminó con la muerte de Taraki, a quien asesinaron en secreto, y con la toma del poder por Amín, que se convirtió en presidente. Ese asesinato, desaprobado por Brézhnev, conduce a la intervención de los soviéticos en diciembre de 1979.

Amín era un personaje en cierta forma parecido a Pol Pot. Nosotros habíamos tenido oportunidad de conocer a Amín en abril de 1978, después del triunfo de la revolución en Afganistán. ¡Usted no podía imaginar persona más amable![...]

He tenido, en efecto, el extraño privilegio de conocer en apariencia algunos personajes en apariencia perfectamente normales, bien educados, con una cultura occidental, graduados en Europa o Estados Unidos, y que después hicieron cosas espantosas, abominables. Es como si, en cierto momento, la gente se volviese loca. Parece que hay personas cuyas neuronas cerebrales no están adaptadas para la complejidad de los problemas que surgen en un proceso revolucionario. Y cometen ignominiosos actos de locura que no cesan de asombrarme.